# San Gaspar Chajul
San Gaspar Chajul (kurz Chajul) ist der Hauptort einer insgesamt etwa 50.000 Einwohner zählenden Gemeinde (municipio) in der Sierra de los Cuchumatanes im nordwestlichen Hochland Guatemalas. Zur Gemeinde gehören der Hauptort sowie mehrere Dörfer und Weiler (caserios).

## Lage und Klima
Die etwa 170 km (Fahrtstrecke) nordöstlich von Quetzaltenango befindliche Gemeinde liegt in einer mittleren Höhe von ca. 1980 m über einer präspanischen Siedlung in einem Tal der bis zu 3850 m hohen Sierra de los Cuchumatanes. Guatemala (Stadt), die Hauptstadt des Landes, ist ca. 250 km in südöstlicher Richtung entfernt. Das Klima ist mild bis warm; Regen (ca. 1700 mm bis über 2000 mm/Jahr) fällt überwiegend in den Sommermonaten.

## Bevölkerung
| Jahr      | 2008   | 2018   | 2023   |
| Einwohner | 44.885 | 48.283 | 54.355 |

Das Bevölkerungswachstum der Gemeinde beruht im Wesentlichen auf dem Zuzug von Familien aus dem Umland. Die Bevölkerung gehört größtenteils zur Maya-Stammesgruppe der Ixil. Hauptsprache der Region ist das Quiché-Mam, eine Mischform aus Nahuatl und einem Maya-Dialekt, aber auch Spanisch wird von vielen verstanden und gesprochen. 

## Wirtschaft
Die Landwirtschaft bildet in vielfältiger Weise die Ernährungsgrundlage der Bevölkerung. Hauptnahrungsmittel sind Mais, Bohnen und Tomaten, aber auch von den spanischen Eroberern importierte Pflanzen wie Chili und Zwiebeln werden seit langem angebaut. Heute spielt die Kultivierung von Kartoffeln eine wichtige Rolle im wirtschaftlichen Leben der Gemeinde, aber auch Kaffee wird angepflanzt und exportiert.

## Geschichte
In vorkolonialer Zeit stand Chajul wahrscheinlich in der Abhängigkeit von der ca. 100 km entfernten Maya-Stadt Zaculeu. Der Ort wurde um das Jahr 1525 von den indianischen Hilfstruppen Pedro de Alvarados erobert und wenige Jahre später dem Dominikaner-Orden übergeben, doch blieben hinsichtlich Sprache und Gebräuchen Maya-Einflüsse auch weiterhin bestehen.
Seit den 1960er und bis in die 1990er Jahre herrschte in Guatemala ein Bürgerkrieg. Vor allem während der diktatorischen Präsidentschaft von Efraín Ríos Montt (1982/83) kam es zu zahlreichen Übergriffen des Militärs und anderer Gruppen in der Ixil-Region, die mittlerweile als Völkermord angesehen und gerichtlich verfolgt werden. 

## Sehenswürdigkeiten
- Die im Jahr 1549 vom Dominikanerorden auf einer (bereits vorher?) aufgeschütteten Plattform gegründete Kirche des Ortes trägt das Patrozinium des hl. Gaspar, einem der Heiligen drei Könige (Reyes Magos). Das Kirchenschiff und die durch einen steinernen Triumphbogen abgetrennte Apsis werden von offenen hölzernen Dachstühlen überspannt. Die grob verputzen Seitenwände sind von mehreren – ehemals vergoldeten – Altären besetzt. Die Kirche besitzt einen kleinen Kreuzgang (claustro) mit beschnitzten hölzernen Stützen.[2]
- Bei Bauarbeiten an einem alten Wohnhaus wurden zu Beginn des 21. Jahrhunderts Wandmalereien im Maya-Stil entdeckt, die – u. a. wegen der Kopfbedeckungen (Hüte) und einiger lateinischer Buchstaben – dem 16. oder 17. Jahrhundert zugeordnet werden.